# Megan Rooney
Megan Rooney, née en 1985 au Cap, est une poète, peintre, sculptrice et artiste de performance canadienne.

## Biographie
Megan Rooney grandit entre l'Afrique du Sud, le Brésil et le Canada. Elle étudie à Goldsmiths, University of London, où elle obtient une maîtrise en beaux-arts en 2011, après avoir terminé sa licence à l'Université de Toronto,.
Elle vit et travaille dans un studio à Clerkenwell, du type entrepôt post-industriel, courant chez les artistes de l'est de Londres, il y a vingt-cinq ans.

## Carrière artistique
Megan Rooney est connue pour sa pratique de l'intégration de disciplines hétérogènes, telles la peinture et la performance artistique, dans une même œuvre,. Ses installations rassemblent des peintures, des peintures murales et des sculptures, que distingue une palette commune de tons roses doux, de pêche et de couleur chair. Elle travaille avec de l'argile, des graines pour oiseaux, du rouge à lèvres et du papier mâché, et ses œuvres sont peuplées de figures et de visages presque humains.
Son travail a fait l'objet d'expositions personnelles, en particulier au Musée d'art contemporain de Toronto et à la Kunsthalle de Düsseldorf, ainsi que de présentations dans le cadre du programme Park Nights des Serpentine Galleries à Londres. L’artiste a participé à de nombreuses expositions collectives, notamment au Palais de Tokyo, à Paris, à la Biennale de Venise avec une performance ou à la Fondation LUMA, en Suisse,.

## Publications
- Megan Rooney: Fire on the Mountain, sous la direction de Gregor Jansen et Anna Lena Seiser, avec Megan Rooney, Quinn Latimer, et la contribution d'Emily LaBarge, Verlag der Buchhandlung Walther Konig, 160 p., 2019  (ISBN 978-3960986775)

## Expositions
Parmi une liste non exhaustive :
- “MOMMA! MOMMA!”, Tramway, Glasgow, 2017[8]
- Fire On The Mountain, Kunsthalle, Düsseldorf, du 18 mai au 11 août 2019[9]
- In the Hullaballoo of Midnight, 15e Biennale de Lyon, du 18 septembre 2019 au 5 janvier 2020[10]
- Hush Sky Murmur Holem, Musée d'art contemporain, Toronto, du 6 février au 13 septembre 2020[11]